# タンチャウ県
タンチャウ県（タンチャウけん、ベトナム語：Huyện Tân Châu / 縣新珠?）は、ベトナム社会主義共和国タイニン省の県である。面積は1,113.2km²、人口は134,700人（2019年）である。

## 行政区画
以下の1市鎮11社から構成される。
- タンチャウ市鎮（Tân Châu / 新珠）
- スオイゴー社（Suối Ngô / 帥吳）
- スオイダイ社（Suối Dây / 帥移）
- タンドン社（Tân Đông / 新東）
- タンハ社（Tân Hà / 新河）
- タンヒエップ社（Tân Hiệp / 新協）
- タンホア社（Tân Hòa / 新和）
- タンホイ社（Tân Hội / 新会）
- タンフン社（Tân Hưng / 新興）
- タンフー社（Tân Phú / 新富）
- タンタイン社（Tân Thạnh / 新盛）
- タインドン社（Thạnh Đông / 盛東）